# Andrzej Elżanowski
Andrzej Elżanowski (* 21. ledna 1950 Przasnysz) je polský paleontolog a vertebrátní zoolog, specializující se na fylogenezi ptáků. Společně s Peterem Wellnhoferem popsal v roce 1992 rod Archaeornithoides. Právě na počest svého staršího kolegy pak v roce 2001 popsal také (dle jeho mínění) nový rod archeopteryxe - Wellnhoferia. Jeho specializací jsou nejstarší praptáci a maniraptorní teropodi, například skupina Archaeopterygidae. V současnosti pracuje pro zoologický institut při Univerzitě ve Vratislavi.